# 코미 원시림

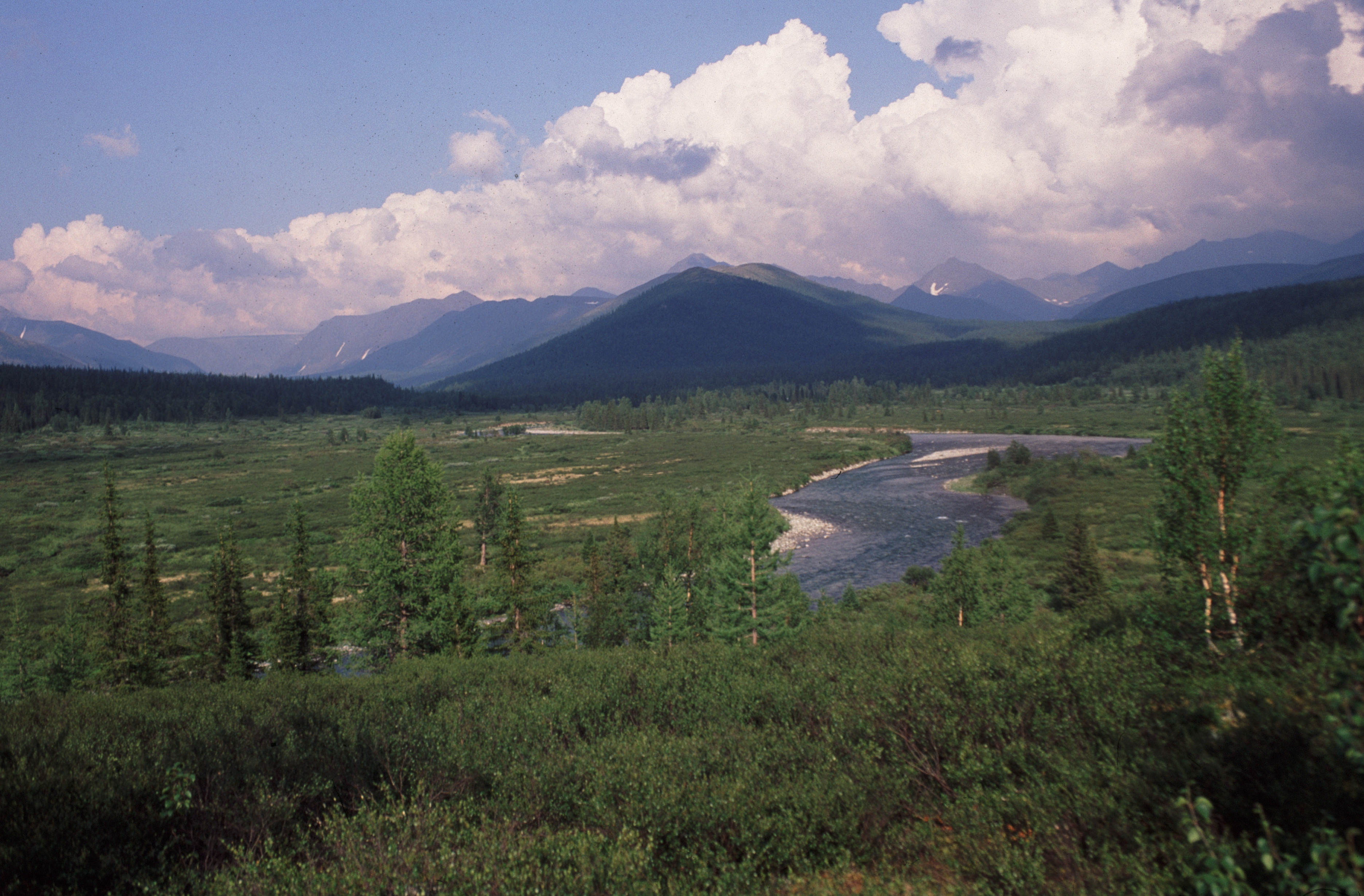
코미 원시림

코미 원시림(러시아어: Девственные леса Коми)은 우랄산맥의 툰드라 지대에 위치한 면적 3,280,000ha에 달하는 광대한 러시아 코미 공화국의 삼림 지대이다. 침엽수, 사시나무, 자작나무, 늪과 강, 호수 등이 있다.

## 갤러리

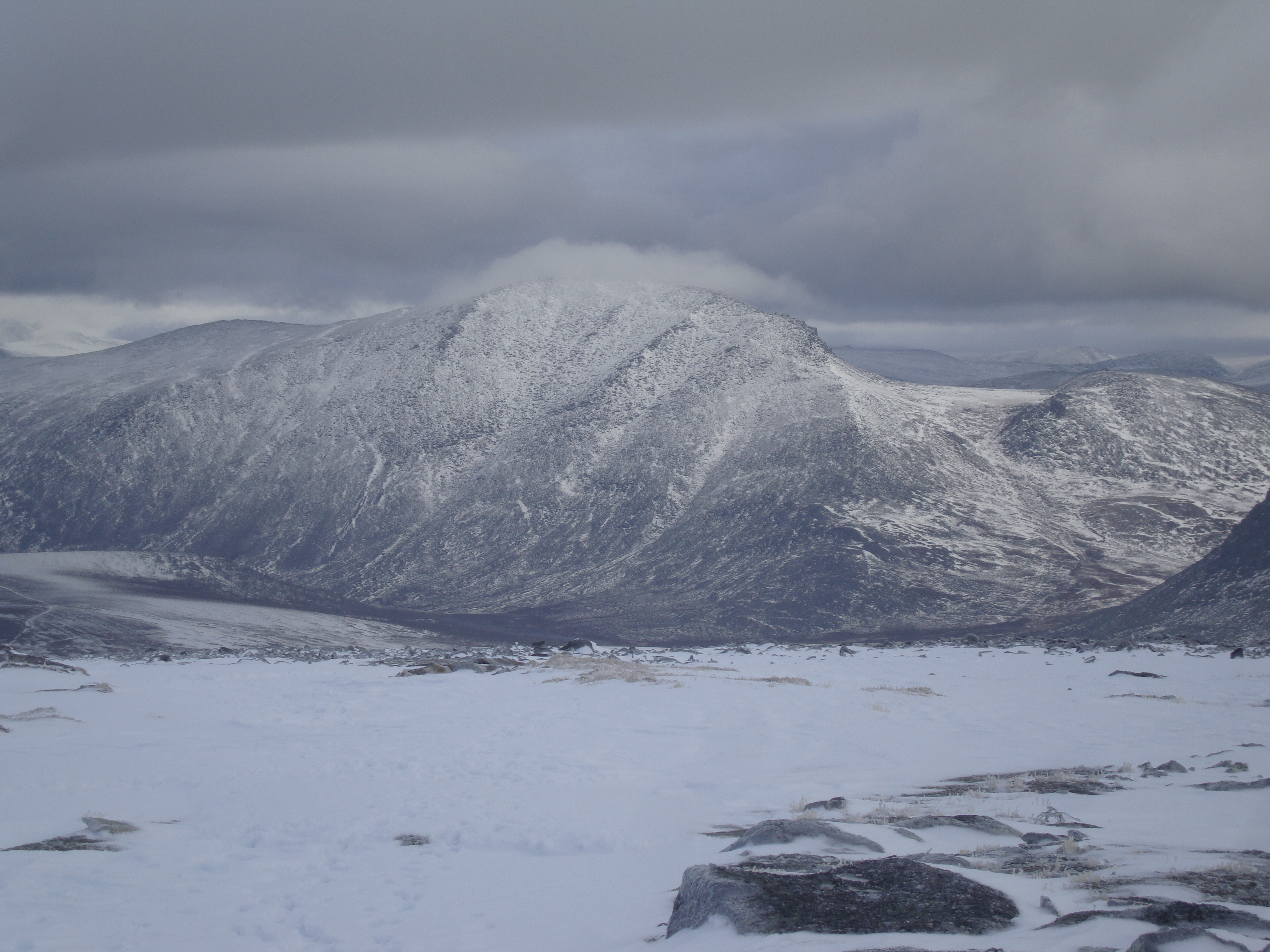
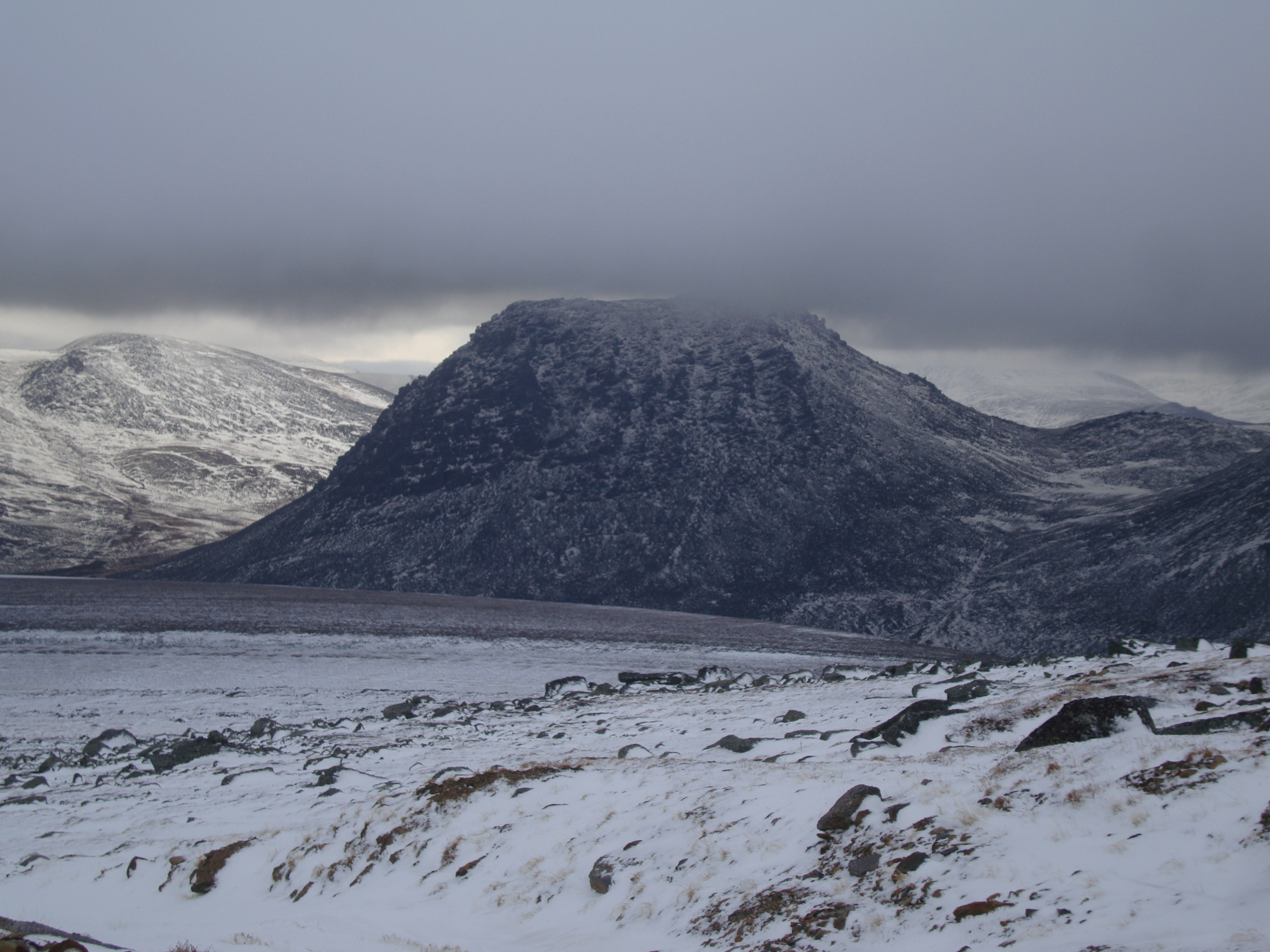
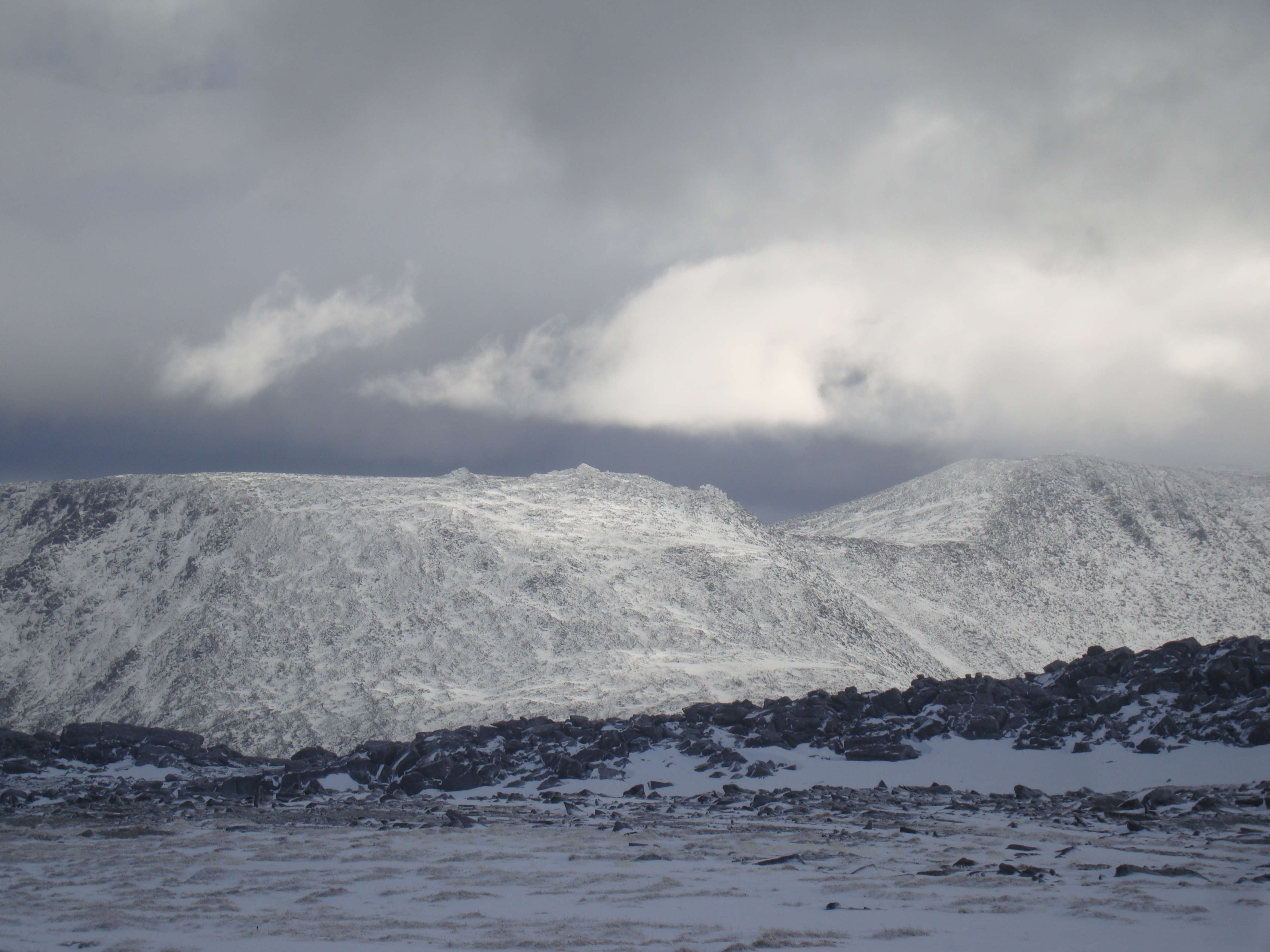
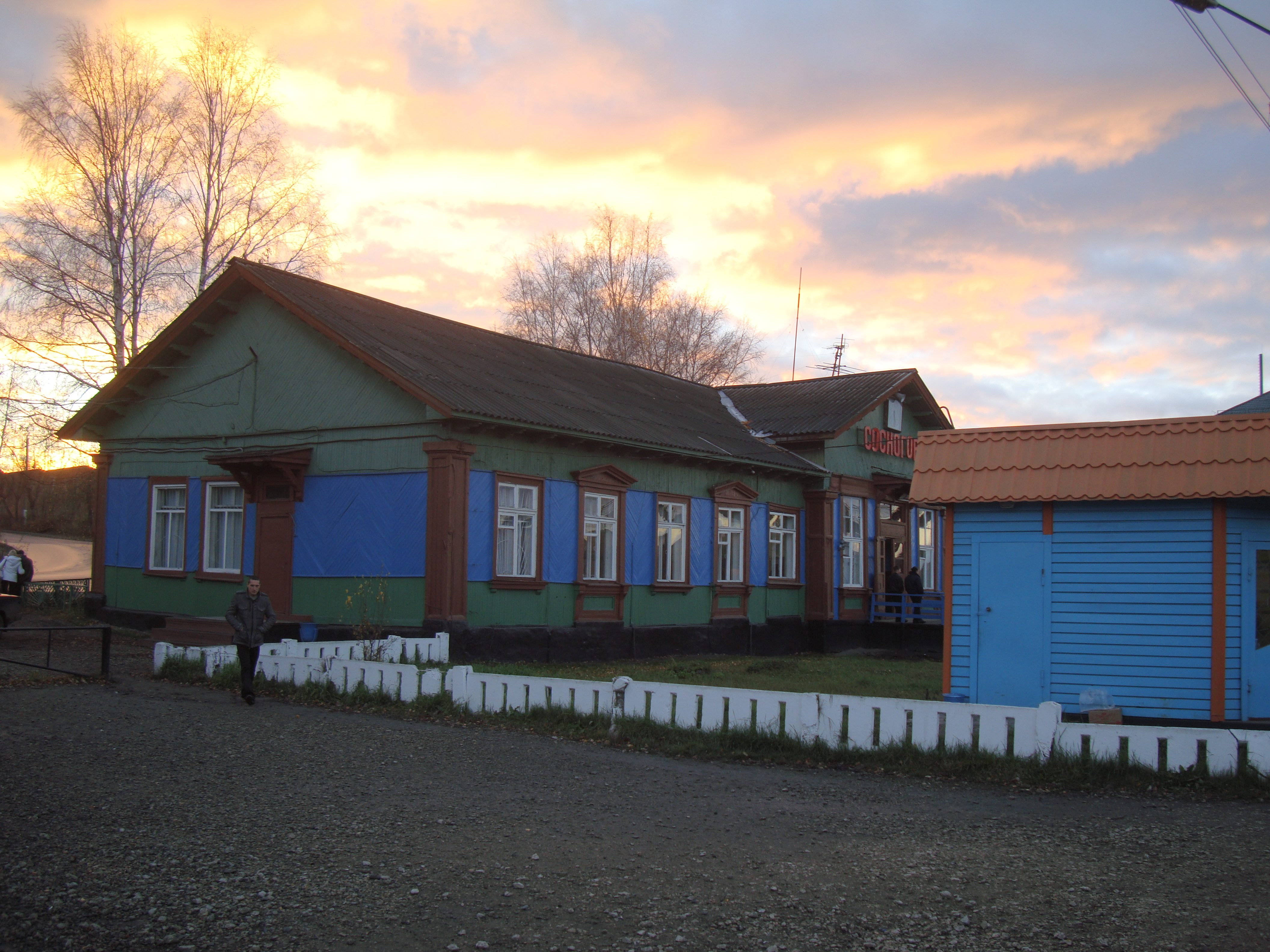